# Hilmar Verbeek
Hilmar Verbeek (Maastricht, 23 augustus 1999) is een Nederlandse roeier

## Levensloop
Als junior begon Verbeek met roeien bij MWC waarvoor hij onder andere driemaal Nederlands kampioen werd in de JM2-, JM4x en JM8+. Ook nam hij tweemaal deel aan de Coupe de la Jeunesse in 2016 in Poznań en 2017 in Hazewinkel. Tijdens de Europese kampioenschappen roeien 2019 won Verbeek een zilveren medaille in de lichtgewicht dubbelvier. Momenteel roeit Verbeek voor A.R.S.R. Skadi in Rotterdam. Hij heeft Life Science & Technology gestudeerd aan de Universiteit Leiden en Technische Universiteit Delft.

## Resultaten

### Europese kampioenschappen roeien
| Jaar | Plaats | Resultaat         |
| ---- | ------ | ----------------- |
| 2019 | Luzern | lichte dubbelvier |

### Wereldbeker roeien
| Jaar | Plaats    | Resultaat            |
| ---- | --------- | -------------------- |
| 2019 | Rotterdam | 5e lichte dubbelvier |